# Monasterio de San Pelayo (Oviedo)
El monasterio de San Pelayo es un monasterio católico situado en la ciudad de Oviedo, en el Principado de Asturias (España). En su parte posterior se encuentra la Academia de la Llingua Asturiana y, hasta 2010, el Archivo Histórico de Asturias.

## Historia
Alfonso II de Asturias el Casto le dedicó en un primer momento a San Juan Bautista de las Dueñas. Recientes investigaciones argumentan a favor de la fundación de esta primitiva basílica en el siglo IX, edificio que compartiría rasgos de taller con obras bien conocidas del reinado de Alfonso II, como Santa María del Rey Casto, San Tirso, o San Julián de los Prados. Se cree que el patrocinio del templo es obra de Teresa Ansúrez, viuda del rey Sancho I de León.
Originalmente dedicado a San Juan Bautista, hoy en día el templo está dedicado a San Pelayo Mártir, nacido a principios del siglo X en la localidad gallega de Albeos. Siendo aún niño fue detenido como rehén en lugar de su tío Hermigio, obispo de Tuy. Tras pasar cuatro años en la cárcel de Córdoba, rehúsa ceder a las insinuaciones del emir musulmán y a renunciar a su fe. Es entonces martirizado el 26 de junio de 925 en Córdoba.
Sus reliquias fueron enviadas por los cristianos al norte, lejos de la influencia musulmana. Primero llegaron a León y en el año 994 pasaron a Oviedo, donde fueron acogidas en este monasterio, que cambió de nombre y adoptó el del joven mártir.

## Arquitectura
El edificio se sitúa en la zona prerrománica en la que se encuentra la catedral de Oviedo o San Tirso.
El edificio fue remodelado varias veces, encontrándose en sus cimientos restos románicos de un claustro. En 1590, Leonardo de la Cajiga reedificó la iglesia y la primera gran reforma sobreviene en el año 1650 con la construcción de las torres de Melchor de Velasco Agüero. A finales del siglo XVII se vuelve a reedificar el conjunto con traza de Gregorio Roza, Francisco de la Riva y Gaspar Ladrón de Guevara, reconocidos arquitectos que le dan su aspecto actual al conjunto. La última fase de la reforma del monasterio comenzó en 1703 con la construcción de la Vicaría con su imponente fachada basada en los palacios barrocos, obra de Fray Pedro de Cardeña.